# Jan Toorop

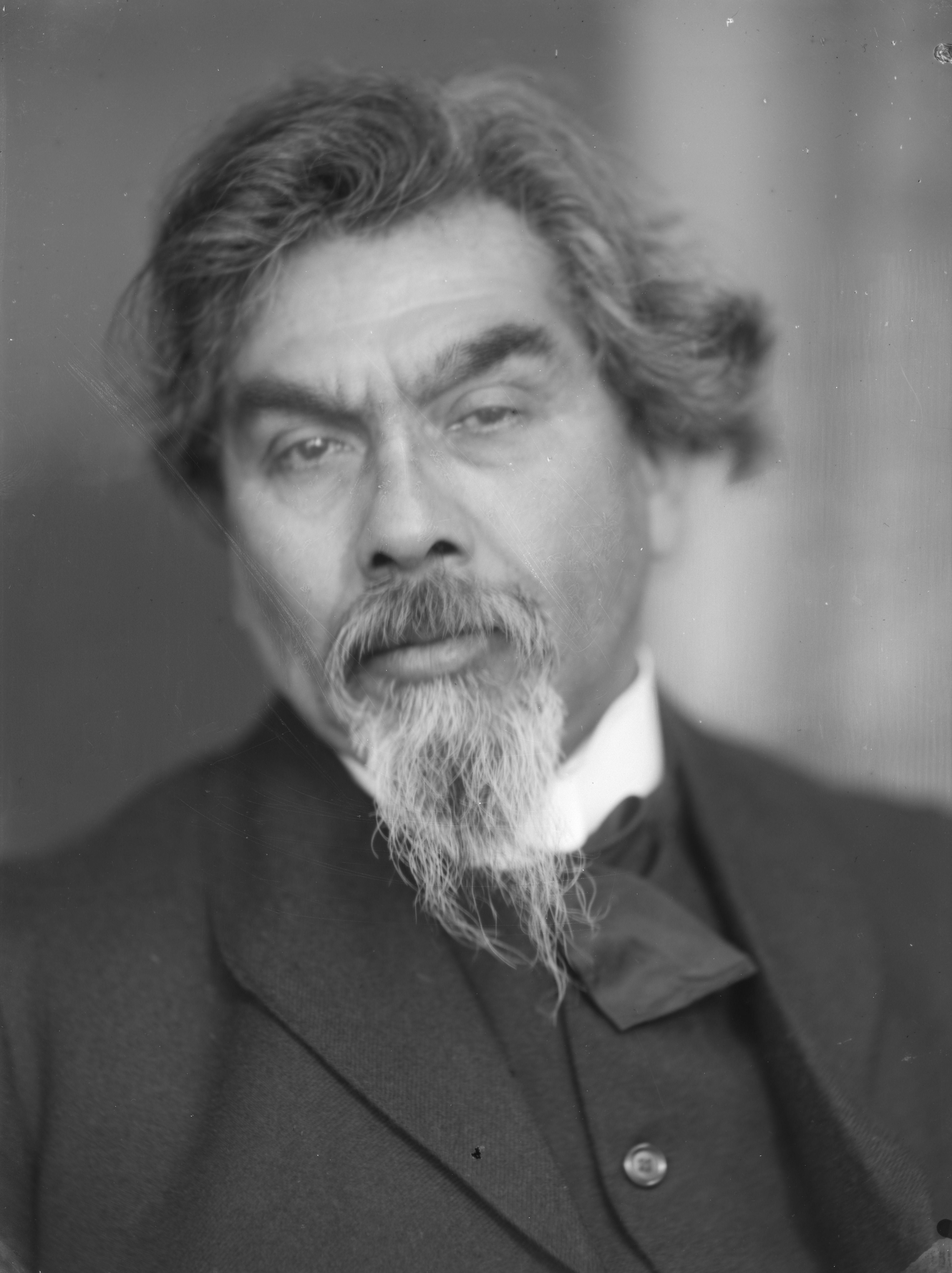
Jan Toorop

Johannes Theodorus Toorop (* 20. Dezember 1858 in Purworejo, Java, Niederländisch-Indien; † 3. März 1928 in Den Haag) war ein niederländischer Maler. Jan Toorop ist hauptsächlich als Maler des Jugendstils und des Symbolismus bekannt. Tatsächlich war er außergewöhnlich vielseitig, wechselte im Lauf seines Lebens mehrfach seine künstlerische Ausrichtung und schuf Werke in einer Reihe ganz unterschiedlicher Stilarten.

## Biografie

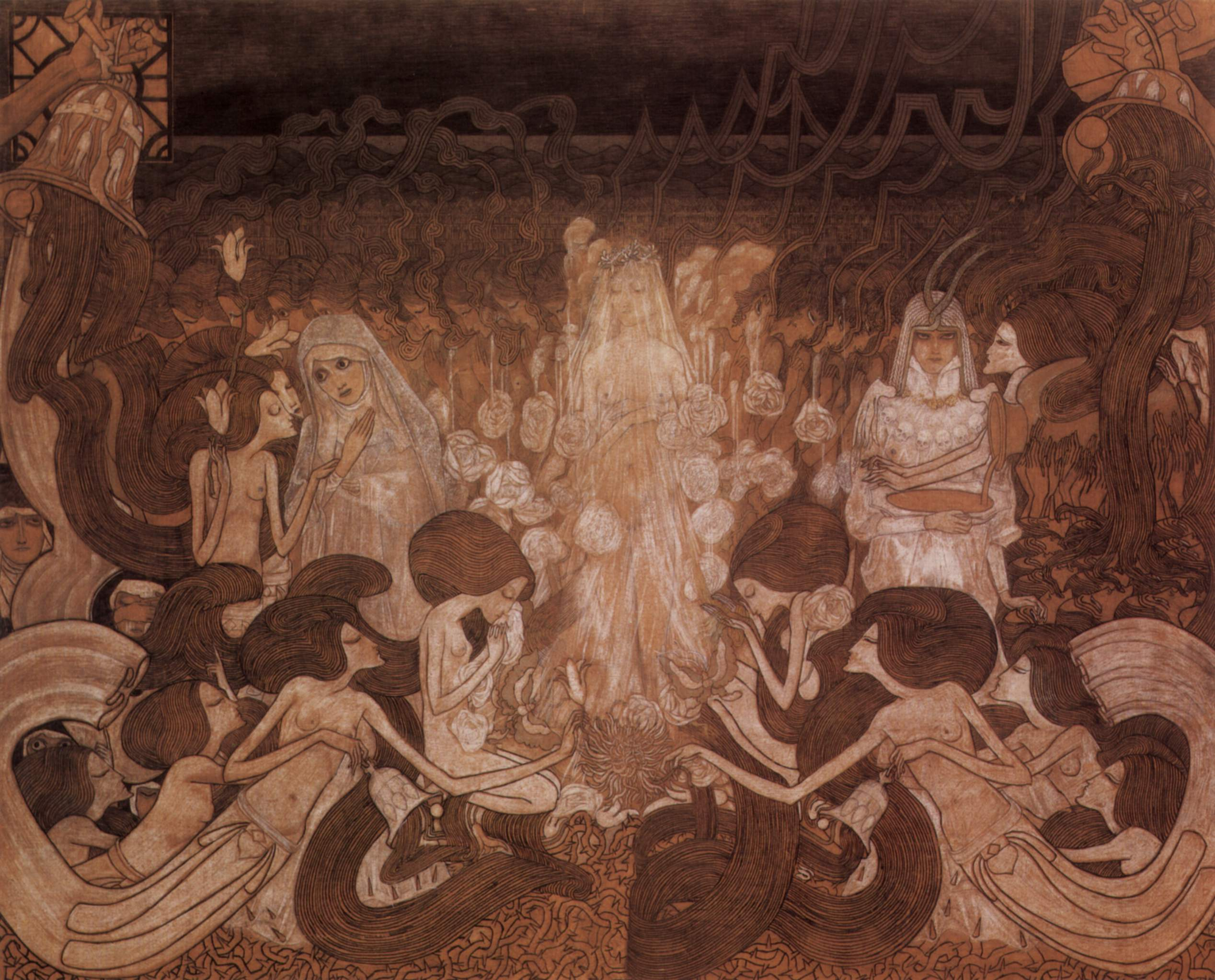
Jan Toorop: Die Drei Bräute

Toorop war der Sohn eines niederländischen Kolonialbeamten und dessen britischer Frau. 1863 ließ sich die Familie auf Bangka, einer kleinen Insel südöstlich der indonesischen Insel Sumatra nieder, wo Jan im Alter von zehn Jahren in der protestantischen Kirche getauft wurde. 1869, mit elf Jahren, verließ er Indonesien, um in den Niederlanden eine bessere Schule zu besuchen. Noch im selben Jahr begann sein Unterricht am Gymnasium in Leiden. 1874 wechselte er auf die Schule nach Winterswijk.
Bereits als Schüler genoss er eine fundierte künstlerische Ausbildung an seinen Schulen. 1875 ließ sich Toorop in Den Haag nieder, um dort Schüler von Herman Johannes van der Weele zu werden. Unter Weeles Engagement formierte sich im darauf folgenden Jahr dort die Hollandse Teekenmaatschappij (Holländische Zeichengesellschaft). Toorop war von Anfang an mit beteiligt und machte dabei auch die Bekanntschaft vieler Künstler aus der Haager Schule, wie Johannes Bosboom, Anton Mauve und Hendrik Willem Mesdag.
Anschließend besuchte Toorop für zwei Jahre die Polytechnische Schule in Delft und wurde dort vor allem von Paul Tétar van Elven unterrichtet. In den Jahren 1880 bis 1881 studierte Toorop an der Rijksakademie van beeldende kunsten in Amsterdam und besuchte im Anschluss bis 1886 die École des Arts Décoratifs in Brüssel. In jener Zeit wurde er stark von Jules Bastien-Lepage, James Ensor und Édouard Manet beeinflusst. 1883 unternahm er eine erste Studienreise nach England. Nach dieser Reise zog er in die Künstlerkolonie im belgischen Ort Malines ein.
1884 war er mit eigenen Werken auf dem Salon des Indépendants in Paris vertreten. Im selben Jahr schloss er sich der belgischen avantgardistischen Künstlergruppe Les Vingt (Die Zwanzig) um Ensor an, unternahm eine weitere Studienreise nach England und besuchte zum ersten Mal Paris. Seine Malerei ab diesem Jahr zeigte starke Bezüge zu den sozialen Problemen seiner Zeit.

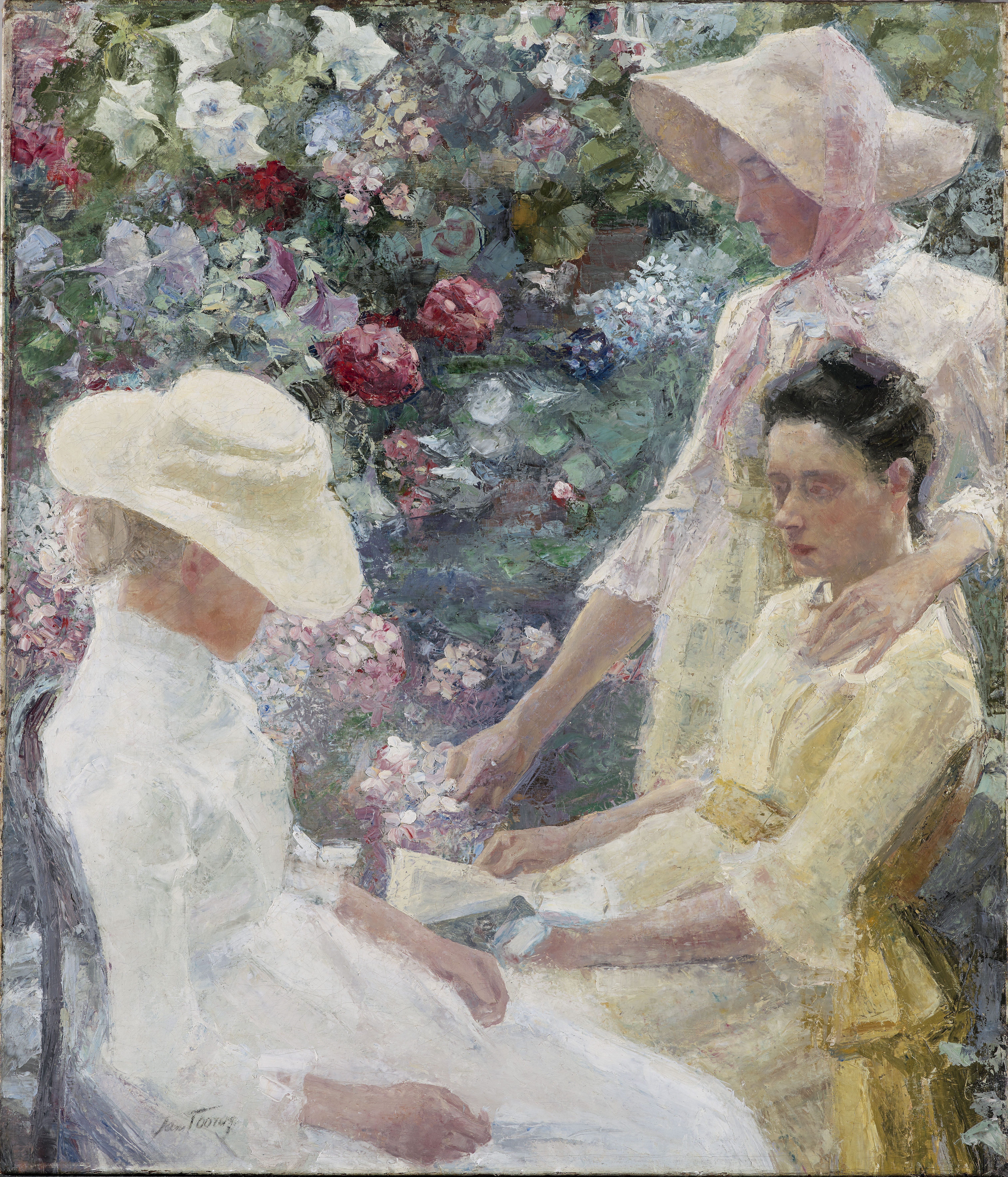
Trio fleuri (Blumentrio)

Bei einer weiteren Studienreise nach Großbritannien im Jahr 1885 traf er James McNeill Whistler und lernte die Schriften von William Morris über Kunst und Sozialismus und die Präraffaeliten kennen. Auf dieser Reise lernte er auch Annie Hall kennen, die er am 12. Mai 1886 heiratete.
1886 war Toorop der erste niederländische Maler, der die neuen Techniken des Pointillismus anwendete. Er litt an Syphilis und im Jahre 1887 stellten sich Symptome der schweren Krankheit ein, die ihn eine Zeit lang erblinden ließ. Im selben Jahr starb seine erste Tochter Anne Marie.
1888 lebte und arbeitete er in Elsene und zog im folgenden Jahr nach Großbritannien um. Dort lernte er William Morris persönlich kennen. 1890 zog er wieder zurück in die Niederlande, nach Katwijk. Er nahm Verbindungen zur niederländischen Künstlergruppe der Tachtigers (Achtziger) in Noordwijk auf und entwickelte seine eigene Auffassung des Symbolismus, die auch javanische Elemente einbezog. Diese Stilrichtung hatte er durch die Schriftsteller Maurice Maeterlinck und Émile Verhaeren kennengelernt. In Katwijk entwickelte er auch eine Freundschaft mit dem Schriftsteller Herman Heijermans, für dessen Dramen er mehrere Plakate entwarf.
1891 wurde seine Tochter Charley Toorop in Katwijk geboren, die ebenfalls als Malerin bekannt wurde. 1892 war er mit einer Reihe symbolistischer Bilder auf dem Salon de la Rose-Croix in Paris vertreten; für ein Jahr schloss er sich der veranstaltenden Gesellschaft, den Rosenkreuzern, an.

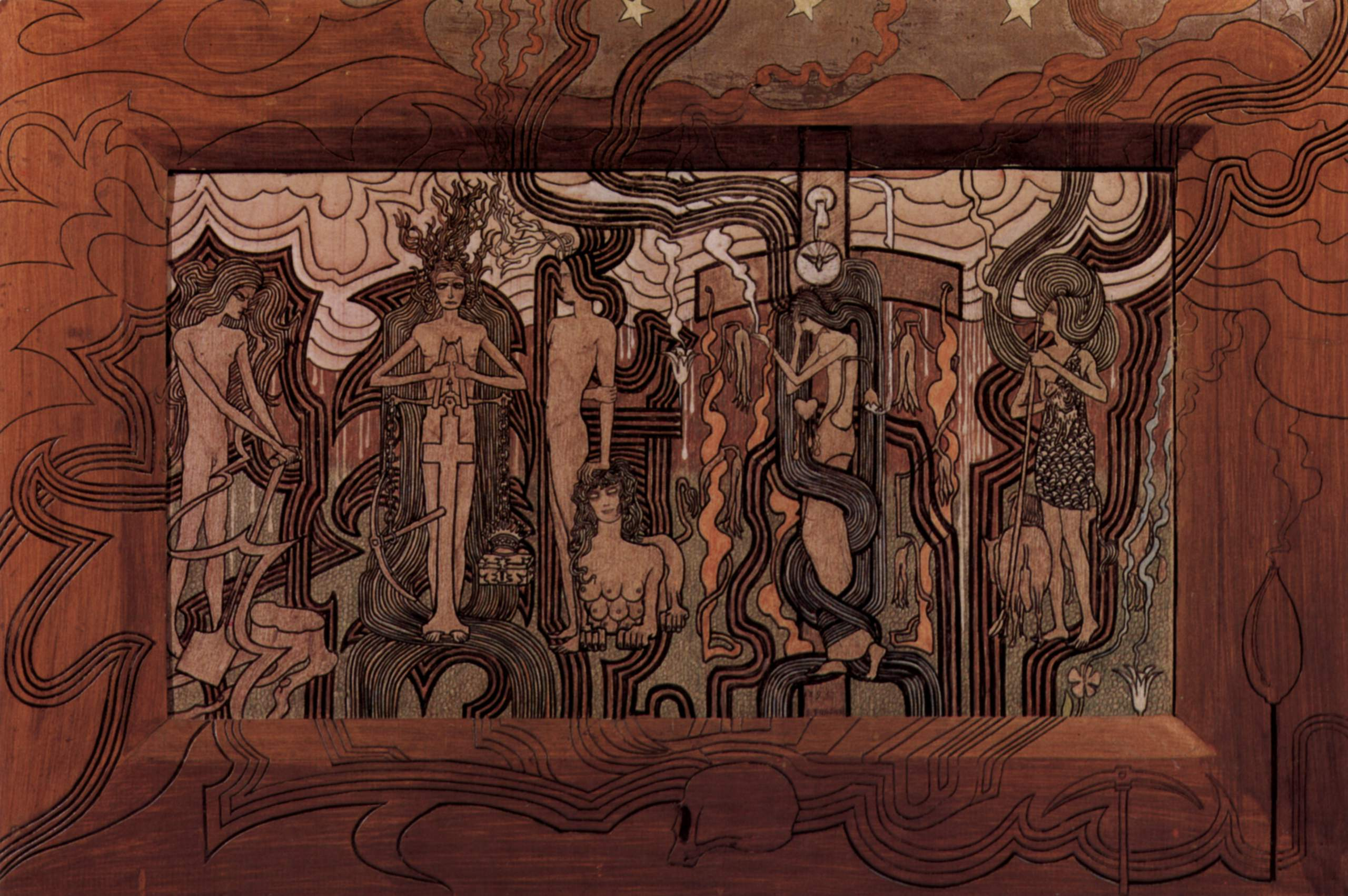
Das Lied der Zeit

Seine Zeichnungen von 1893 zeigen typische Merkmale des Jugendstils. 1894 wurden seine Werke in England durch die Zeitschrift The Studio einer breiteren Öffentlichkeit vorgestellt. 1895 schuf er eine große Anzahl von Kupferstichen im symbolistischen Stil und im Jugendstil, in diesem und den beiden folgenden Jahren entstanden Plakate, grafische Blätter und Illustrationen für Buchumschläge. 1888 war er auf einer Reihe von Ausstellungen außerhalb der Niederlande vertreten, unter anderem in Dresden, Berlin und Kopenhagen. 1890 und 1902 fanden seine Werke auf Ausstellungen der Wiener Sezession Anklang beim Publikum. 1905 erstellte Toorop eine Litho-Serie über die Arbeit in der Stearine-Kaarsenfabriek „Gouda“. Im selben Jahr konvertierte er zum Katholizismus, nachdem er sich lange darauf vorbereitet hatte. Thematisch verlieh Toorop seinen Bildern nun eine mystisch-religiöse Prägung. Stilistisch wendete er sich für die kommenden zwei Jahre erneut dem Pointillismus zu.

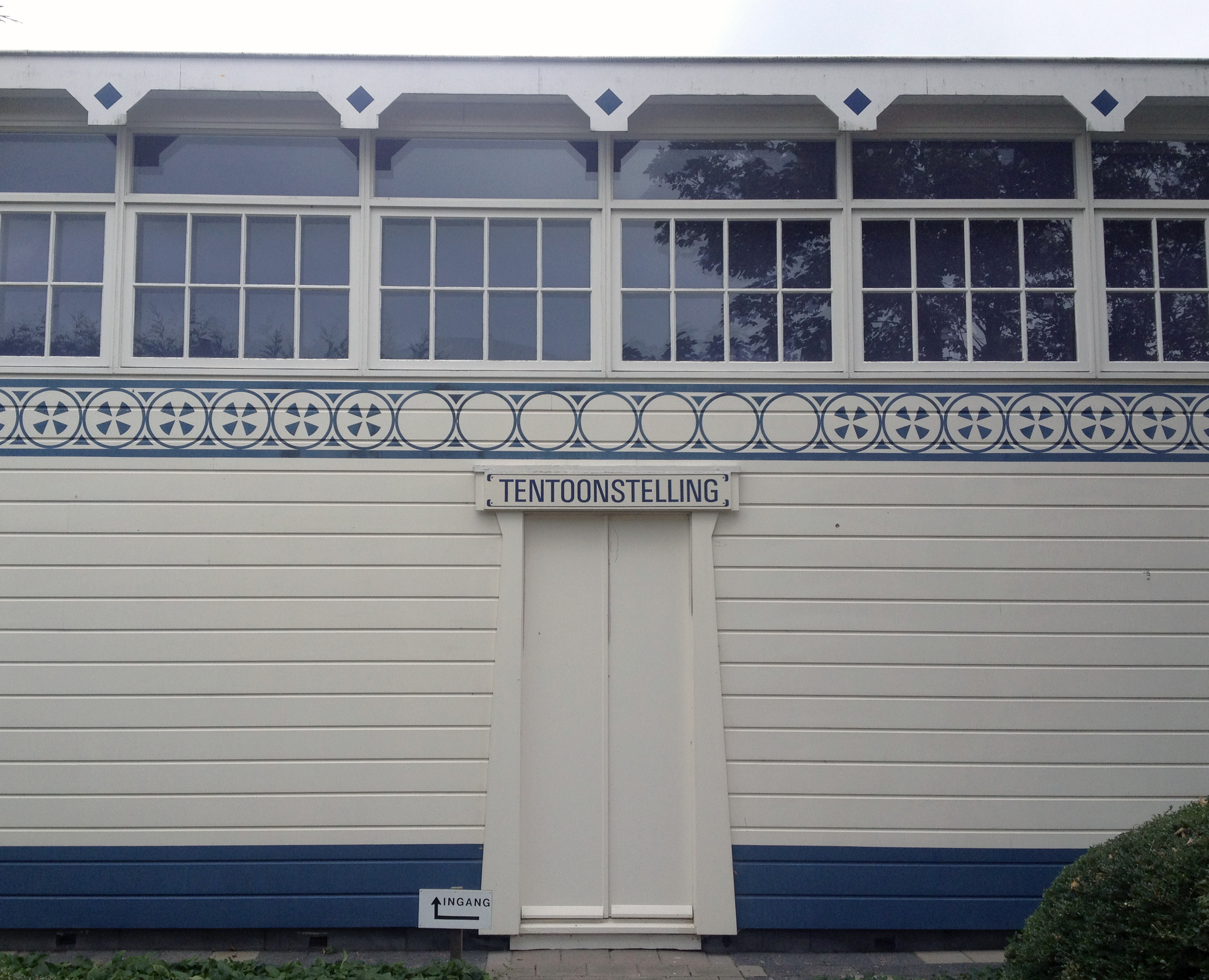
Nachbau des „Kotje van Toorop“, heute Marie Tak van Poortvliet Museum in Domburg

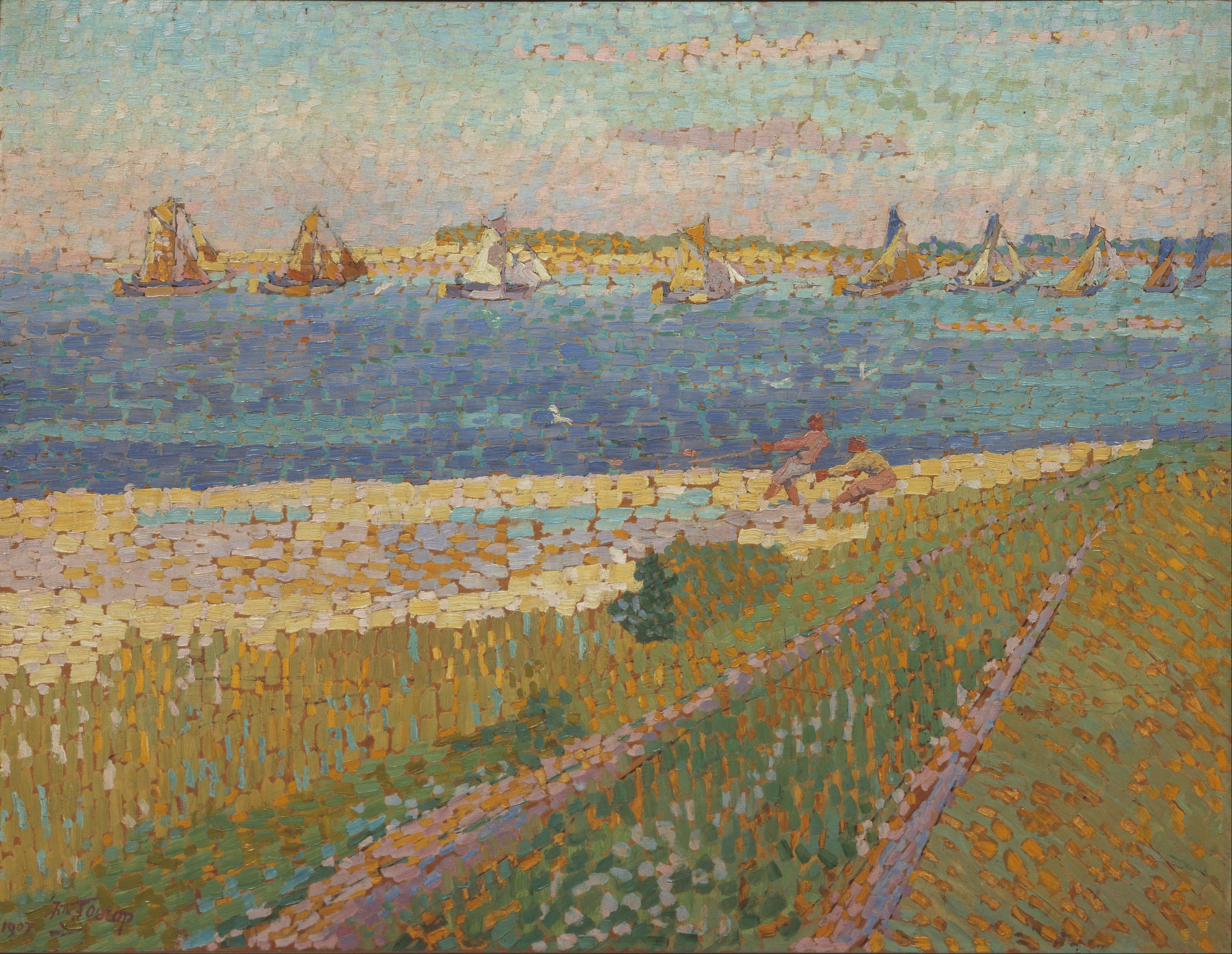
Die Schelde nach Veere, 1907

Ab 1897 verbrachte Toorop die Sommermonate zum Baden in der See und zur Linderung seiner Krankheit in Domburg, wohnte 1898 im Badhotel und 1899 in der Weststraat bei Mies Elout-Drabbe und ihrem Mann Paulus Johannes Elout van Soeterwoude, Direktor der Domburgsche Zeebadinrichting. Später, bis 1920, logierte er in einem Haus am Markt. In dem Badeort sammelte sich um ihn ein Kreis von Künstlerkollegen, darunter Piet Mondrian, welcher ab 1908 nach Domburg kam. Unter Toorops Initiative wurde im Jahre 1911 in den Dünen ein Ausstellungspavillon aus Holz aufgestellt. Das sehr einfache Gebäude, das im Volksmund bald „het Kotje van Toorop“ genannt wurde, war etwa zwölf mal sechs Meter groß, hatte oben auf allen Seiten eine Fensterreihe und unter dem hohen Dach eine Öffnung, durch die die Meeresbrise frei durchblasen konnte. Mondrian wählte die Farben: außen off-white, mit einem drei Planken breiten blauen Band oberhalb des Bodens und unter den Fenstern eine nüchterne Dekoration aus blauen Kreisen. Hier fanden in den Sommermonaten organisierte Ausstellungen von Künstlern aus Wacheren oder derer, die in Wacheren arbeiteten, statt. Im Jahre 1921, nachdem neun Sommerausstellungen abgehalten wurden, brach der „Kunstzaal“ unter einem Herbststurm zusammen und wurde dort, schräg gegenüber dem Badpaviljoen Domburg, nicht wieder aufgebaut. Ein Nachbau, das heutige Marie Tak van Poortvliet Museum, entworfen vom Architekten Cees Dam (* 1932), eröffnete 1994 im Ortskern seine Türen.
1908 verlegte Toorop seinen Wohnsitz nach Nijmegen. Bei einer Irlandreise 1910 entstanden viele Grafiken und einige Gemälde. 1913 lernte er die junge Künstlerin Miek Janssen kennen, zu der er für den gesamten Rest seines Lebens eine enge Freundschaft unterhielt. 1914 fertigte er eine Reihe von Porträtzeichnungen von ihr an.

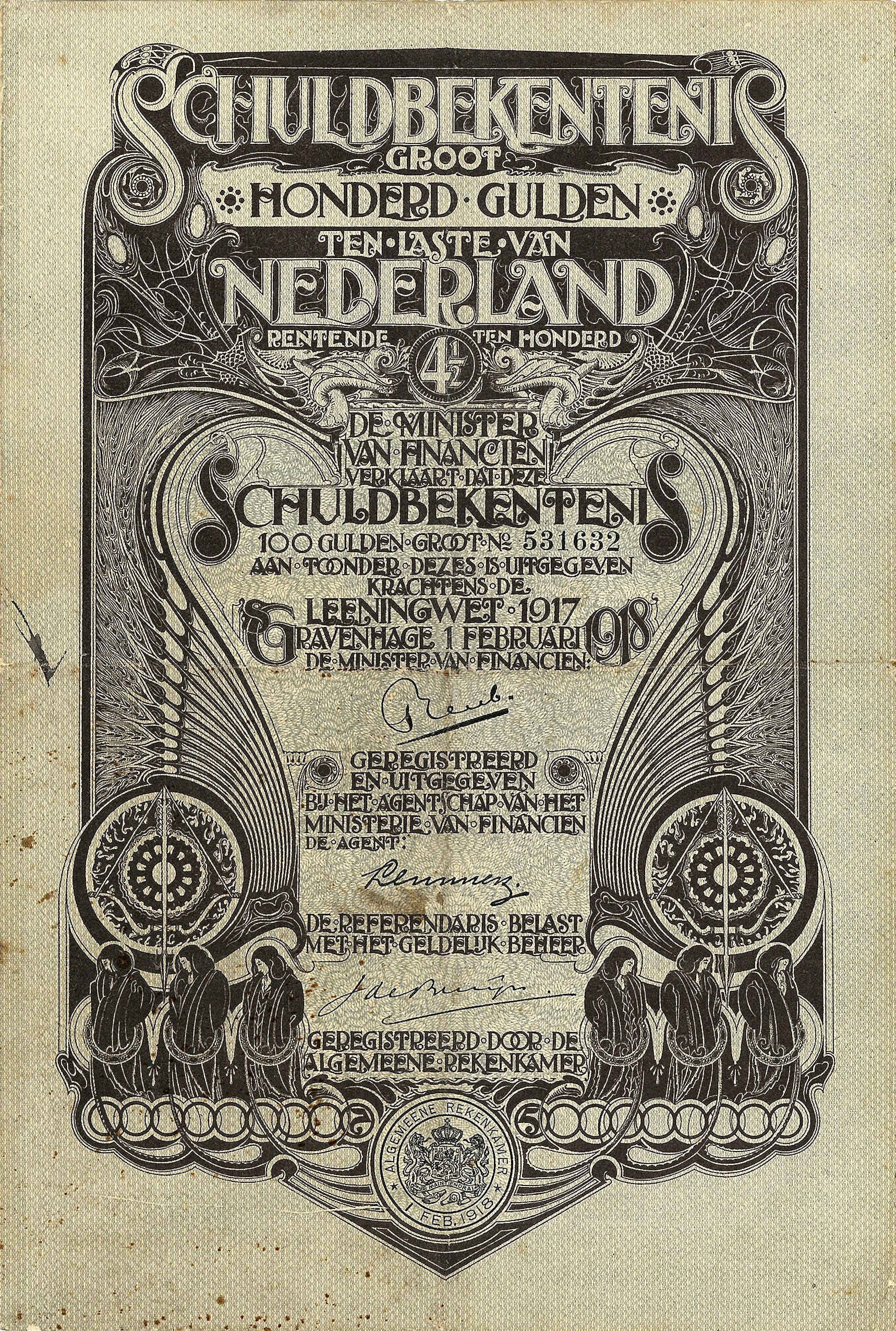
4,5 % Staatsanleihe der Niederlande über 100 Gulden, ausgegeben am 1. Februar 1918 in ’s-Gravenhage, gestaltet im holländischen Jugendstil von Jan Toorop

In den Jahren des Ersten Weltkriegs entstanden Bilder über die Zerstörungen des Krieges und die Not der belgischen Kriegsflüchtlinge, sowie eine große religiöse Arbeit, ein Kreuzweg an seinem neuen Wohnort Den Haag, wohin er 1916 umzog. Durch seine schwere, mit körperlichen Lähmungen einhergehende Krankheit wurde er bei der Arbeit stark beeinträchtigt. Der Kreuzweg wurde 1919 schließlich fertiggestellt und geweiht; Toorops Lähmung schritt jedoch voran. Ab 1920 war sein linkes Bein völlig erlahmt, und er war auf einen Rollstuhl angewiesen.
Trotz seiner Krankheit arbeitete er in den folgenden Jahren weiterhin intensiv und schuf hauptsächlich Zeichnungen und Grafiken, die Themen und Anliegen des Katholizismus propagierten. 1927 entstand sein letztes großes Werk, ein eindringliches religiös geprägtes Selbstporträt.
Im Alter von 69 Jahren starb Jan Toorop am 3. März 1928 in Den Haag.

## Ausstellungen
- 2016: Jan Toorop. Gesang der Zeiten. Villa Stuck, München; danach 2017 Bröhan-Museum, Berlin. Katalog.

## Werke in Museen
- Minneapolis Institute of Art, Minnesota
- Rijksmuseum Amsterdam
- Dordrechts Museum, Niederlande
- Groninger Museum, Niederlande
- Museum of Fine Arts, Boston
- Museum of Fine Arts Collection Database, Boston
- Königliche Museen der Schönen Künste, Brüssel
- Van Gogh Museum, Amsterdam
- Musée d’Orsay, Paris
- Kröller-Müller Museum, Otterlo
- Clemens Sels Museum Neuss
- Landesmuseum Mainz
- Gemeentemuseum Den Haag